# R & W Hawtorn
La R & W Hawthorn Ltd era una fabbrica di locomotive inglese con sede a Newcastle upon Tyne, Inghilterra che operò con tale nome dal 1817 al 1880.

## Settori di attività

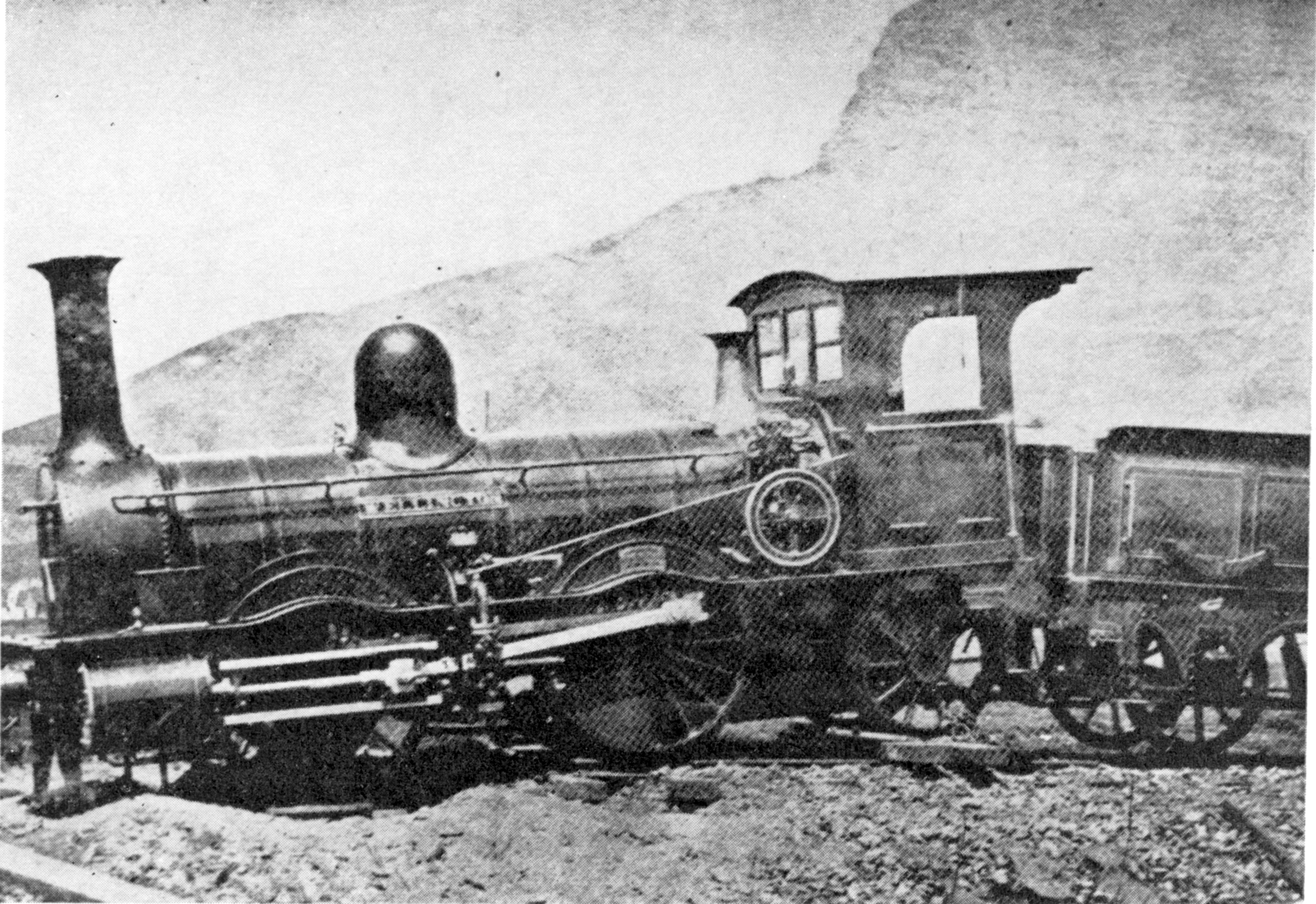
Locomotiva 4 Wellington, sviata durante uno sciopero

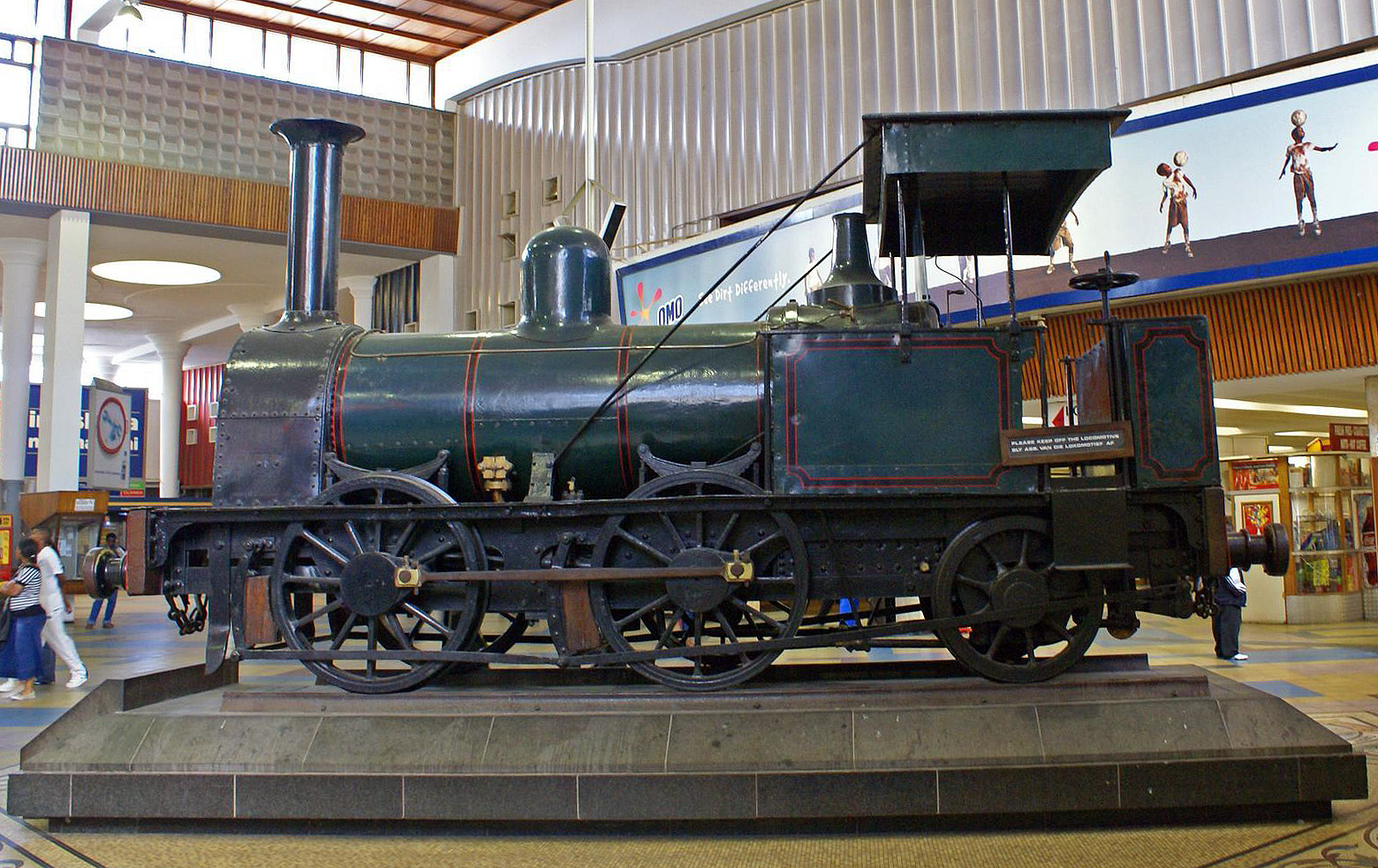
Locomotiva Pickerings esposta a Cape Town

L'azienda mantenne per tutto il tempo la sua specializzazione come costruttore di locomotive a vapore, sviluppando soluzioni allora innovative per questo tipo di tecnologia.
La prima unità prodotta presentava il rodiggio 1-A-1 e fu venduta alla Stockton & Darlington Railway.
Seguirono poi due ordini per la ferrovia a scartamento largo Great Western Railway che per la caldaia posta su un telaio separato rispetto ai cilindri e al distributore rappresentavano le antenate delle Garratt. Tale soluzione consentiva di utilizzare caldaie più larghe e ruote di minori dimensioni rispetto a quelle dell'elemento in cui era presente la cabina di guida. Ne risultava una scarsa adesione ma una buona andatura di marcia fino a sessanta miglia all'ora. Tali locomotive vennero presto accantonate a causa dei problemi connessi alla connessione flessibile fra i due elementi nelle condotte del vapore.
Nel 1841 una locomotiva battezzata Mödling fu consegnata alla ferrovia Vienna-Gloggnitz.
Ulteriori forniture di tipo più convenzionale interessarono altri clienti fra i quali la Birmingham and Derby Junction Railway cui vennero consegnate tre locomotive.
Nel 1850 l'impresa costruì la prima Locomotiva ad accumulatore di vapore, fornita alla York, Newcastle and Berwick Railway nel decennio a seguire furono altresì realizzate sei locomotive tipo Crampton (rodiggio 4-4-0) classe "Sondes" per la East Kent Railway. Inoltre, alla continua ricerca di un sistema per abbassare il baricentro, quattro unità analoghe dal rodiggio 0-4-0 dotate di una particolare disposizione per il posto di guida, ben presto accantonare e riconvertite al tradizionale schema 2-4-0.
Nel 1860 otto locotender dal rodiggio 0-4-2, le prime unità di questo tipo a prestare servizio in Sudafrica, furono costruite per la Cape Town Railway and Dock Company.
Locomotive costruite dalla R.& W. Hawthorn vennero acquisite anche dagli allora concessionari della Tranvia Raddusa-Sant'Agostino, della Ferrovia Circumetnea e della Ferrovia Palermo-Corleone-San Carlo.

## Storia

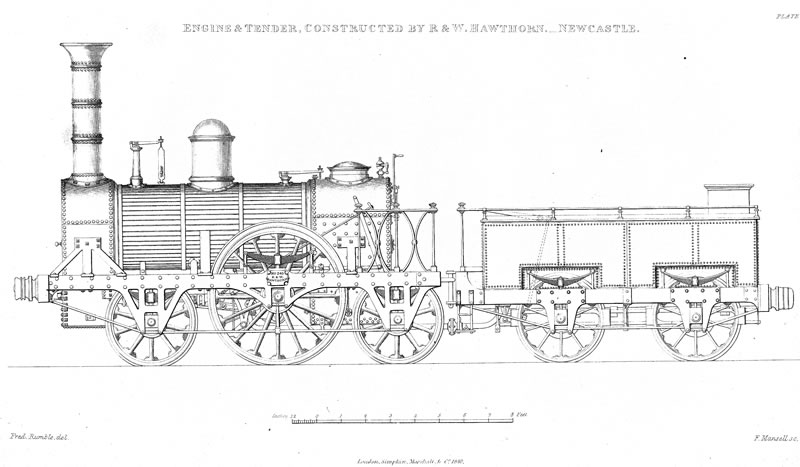
Locomotiva R & W Hawthorn 1-A-1 con tender

Il fondatore, Robert Hawthorne, iniziò nel 1817 a costruire apparecchiature a vapore navali e terrestri. Tre anni dopo, nel 1820, creò una società con il fratello che prese il nome di R & W Hawthorn e nel 1831, vendette la sua prima locomotiva.
Nel 1846 venne acquisita la Leith Engine Works in Scozia, per l'assemblaggio delle locomotive costruite a Newcastle; tale stabilimento fu venduto alla Hawthorns and Company, che produsse in proprio circa quattrocento locomotive a vapore fino al 1872.
Fra di esse figura la 0-4-0T costruita nel 1859 per Messrs E. & J. Pickering, concessionario per la costruzione della Cape Town-Wellington Railway, prima locomotiva a vapore a circolare in Sudafrica che presso tale compagnia assunse il numero  9 e venne battezzata "Blackie". Ricostruita in seguito come 0-4-2, nel 1936 tale unità fu proclamata monumento nazionale ed esposta nell'atrio della stazione di Cape Town .
La società si fuse infine, nel 1880, con il cantiere navale A. Leslie and Company, divenendo la R & W Hawthorn, Leslie & Co Ltd .